# Неретва (притока Західного Бугу)
Нере́тва — річка в Україні, в  межах Турійського, Любомльського районів Волинської області. Права притока Західного Бугу (басейн Балтійського моря). 

## Опис
Довжина 31 км. Площа водозбірного басейну 273 км². Похил річки 0,6 м/км. Долина маловиразна. Заплава широка, осушена. Річище на всьому протязі каналізоване, завширшки 3—6 м, завглибшки 1—2 м. Використовується як водоприймач осушувальної систем, на сільськогосподарське та побутове водопостачання. 

## Розташування
Неретва бере початок біля села Овлочин. Тече переважно на захід (частково — на північний захід). Впадає до Західного Бугу на північний захід від села Терехи. 

## Населені пункти
Над річкою розташовані села: Овлочин, Ставки, (Турійський район), Олеськ, Чмикос, Вижгів, Штунь, Замлиння, Приріччя (Любомльський район).